# 胡戈·哈泽

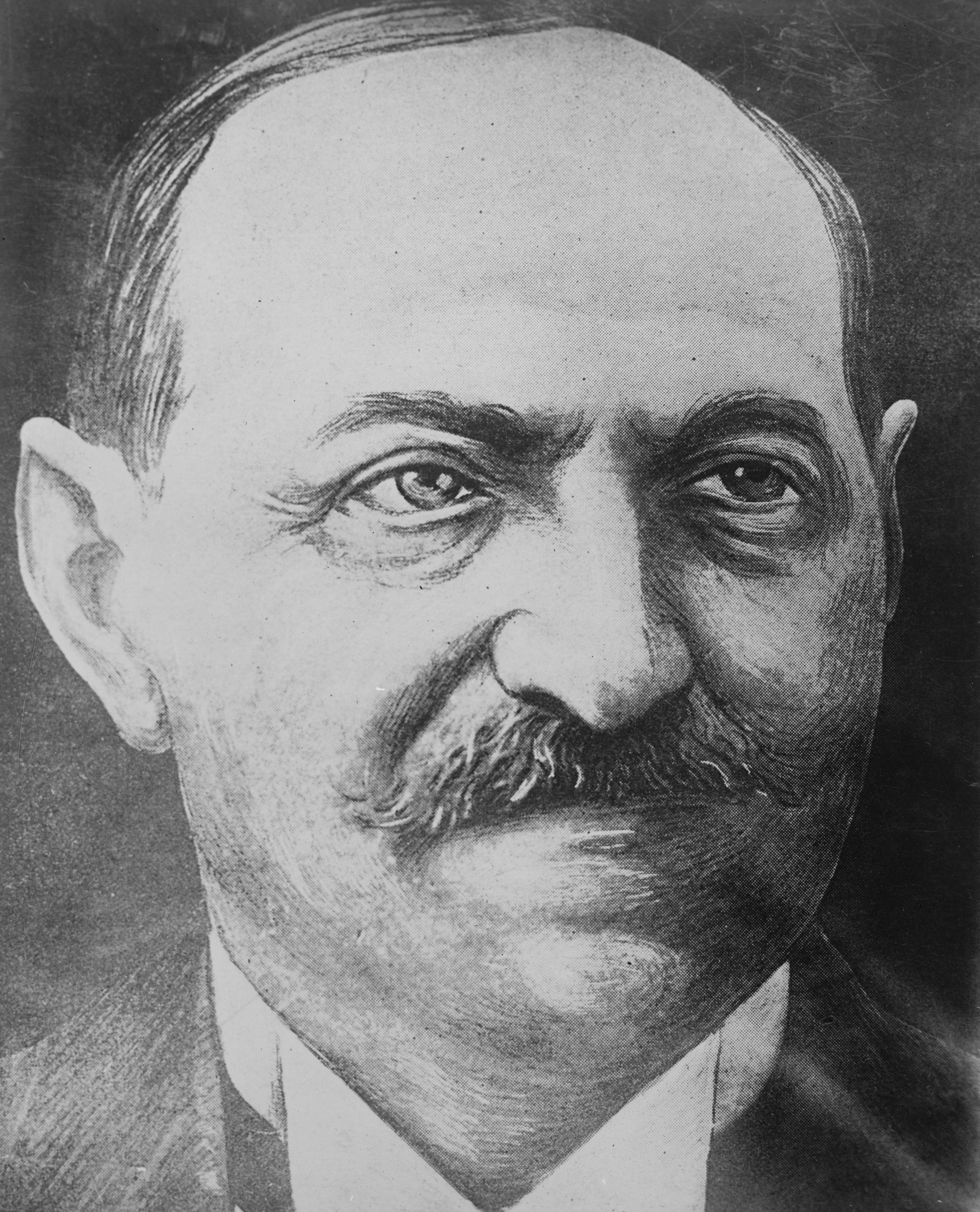
胡戈·哈泽

胡戈·哈泽（德語：Hugo Haase；1863年9月29日—1919年11月7日），德国政治家。出生于东普鲁士一个犹太家庭，曾在柯尼斯堡当律师，被称为“穷人的律师”。1897年当选为帝国国会议员，1911年当选为社民党主席，1912年当选为社民党国会党团主席。1914年不愿支持战争拨款法案，但迫于党的纪律，最后还是投了赞成票。从1916年起成为中派的发言人。德国独立社会民主党成立后担任其领袖，1918年11月—12月担任人民全权代表。他是独立社会民主党右翼领袖，后来在国会台阶上被民族主义者暗杀。